# 利斯特山脊

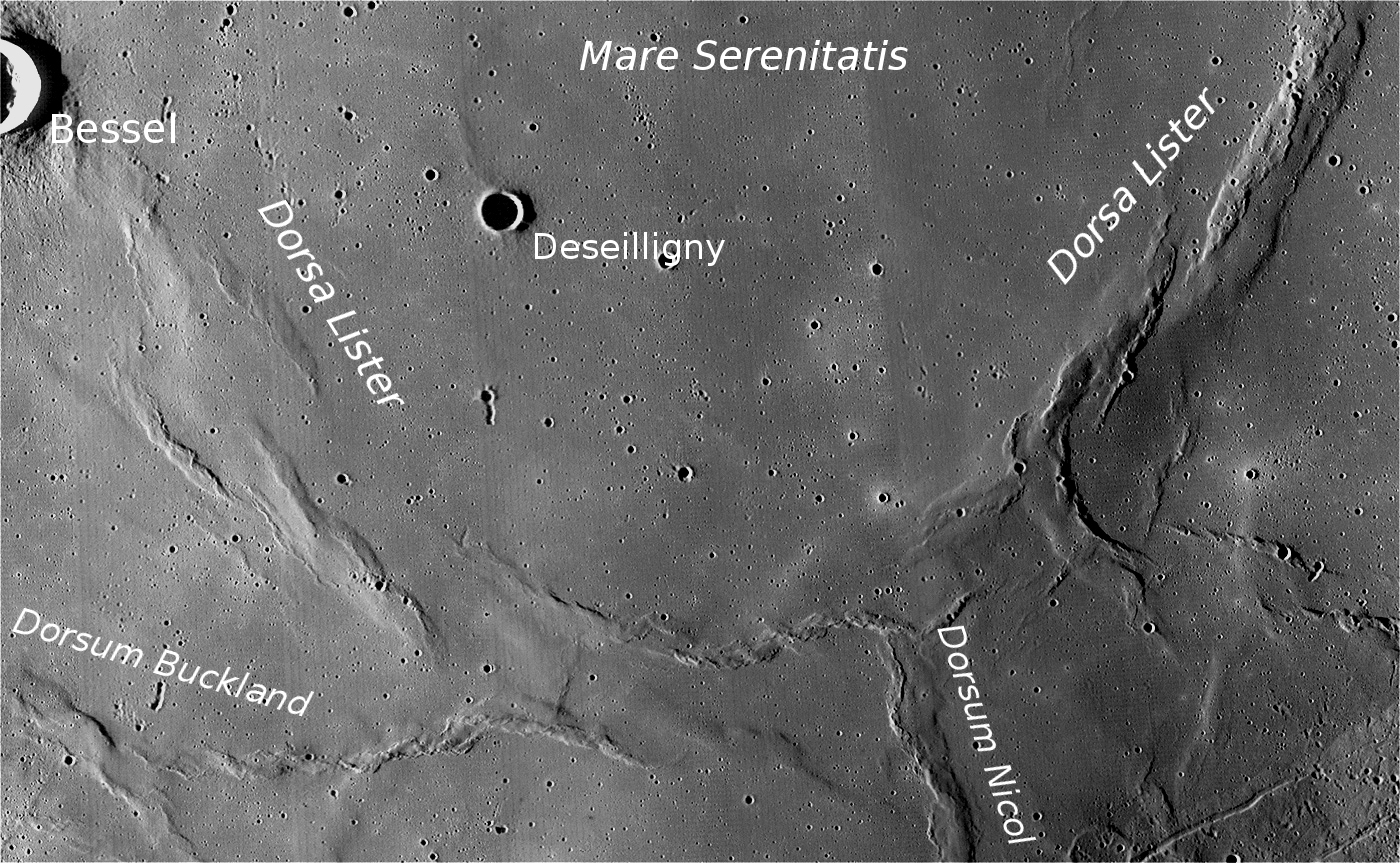
利斯特山脊和尼科尔山脊，月球勘测轨道飞行器拍摄。

利斯特山脊（Dorsa Lister）是月球澄海南部的一组皱岭，位于普林尼陨石坑的北面，属于所谓蛇形岭的一部份。它起始于贝塞尔陨石坑以西，沿东南方向延伸，直抵南面的尼科尔山脊，然后折向东北，最后消失在贝塞尔陨石坑的西面，其分布途径构成一条大弧形。利斯特山脊的中心月面坐标为20°18′N 23°48′E / 20.3°N 23.8°E，全长203公里，名称取自英国博物学家及医师马丁·利斯特（Martin Lister，1639年4月12日-1712年2月2日），1976年国际天文联合会在法国格勒诺布尔召开的大会上，该名称与其它众多月球地名一道被正式批准接受。

## 另请参阅
蛇形岭